# Остюковичі
Остюковичі (біл. вёска Асьцюковічы) — село в складі Вілейського району Мінської області, Білорусь. Село підпорядковане Іллінській сільській раді, розташоване в північній частині області.